# Карло Ровели
Карло Ровели (рођен 1956-) је италијански физичар теорије и писац.

## О Карлу Ровелиу
Карло Ровели је италијански теоријски физичар и писац који тренутно ради у Француској. Специјализован је за квантну гравитацију и бави се историјом и филозофијом науке. Написао је преко 200 научних радова и неколико књига, укључујући популарне научне радове. Његова књига Седам кратких лекција из физике постигла је велики међународни успех, преведена је на 41 језик и постала бестселер.
Ровели је рођен у Италији, а радио је у Сједињеним Америчким Државама, Француској и Канади. Члан је Института универзитета у Француској, почасни професор Пекиншког  универзитета, лауреат Honoris Causa на Универзитету Сан Мартин у Буенос Ајресу и члан Међународне академије за филозофију наука. Тренутно је повезан са Универзитетом Екс-Марсеј у Француској, Одсеком за филозофију на Универзитету Западног Онтарија и Институтом Периметар у Канади. Ровели је добио награду Ксантофулос 1996. године као „најбољи релативиста млађи од четрдесет година“. У последњих десет година написао је светске бестселер књиге, преведене на више од педесет језика, укључујући Седам кратких лекција из физике, Ред времена и Хелголанд о квантној теорији. За свој књижевни рад награђен је наградом Луис Томас за 2024. годину.
Ровели је такође политички ангажован. Године 2019. покренуо је Иницијативу за мировне дивиденде, која је укључила 60 нобеловаца у захтев за смањење глобалних војних трошкова. Магазин Foreign Policy га је уврстио међу 100 најутицајнијих глобалних мислилаца.